# Petrovskoe (Oblast' di Jaroslavl')
Petrovskoe è una cittadina della Russia europea centrale, situata nella oblast' di Jaroslavl'; appartiene amministrativamente al rajon Rostovskij.
Sorge nella parte meridionale della oblast', lungo il fiume Sara.